# اكزاسيباسي فيترا
اكزاسيباسي فيترا هو نادي كرة طائرة للسيدات من إسطنبول،تركيا.تأسس النادي في 1966.هو أكثر نادي تركي تحقيقاً للبطولات حيث فاز ب 28 بطولة.